# ジェイソン・ステイサム
ジェイソン・ステイサム（Jason Statham, 1967年7月26日 - ）は、イギリスの俳優、元飛び込み選手。ジェイスン・ステイサムと表記されることもある。身長178 cm、体重75-88 kg。誕生日について「1972年生まれ」と「1967年生まれ」の二つの説があったが、2013年に1967年7月26日と公言している。

## 来歴
イングランドのダービーシャー出身。父バリー・ステイサム、母アイリーンの間に生まれ、リーという兄がおり幼い頃から2人とも武道に慣れ親しんでいた。

### 水泳の飛び込み選手として
水泳の飛込競技の元選手で、イギリス代表チームに所属していた。1990年、第14回コモンウェルスゲームズにイギリス代表として出場し、1メートルの飛び板飛込みで8位、3メートルの飛び板飛込みで11位、10メートルの高飛込みで10位という結果を残している
ネット上や紙面においてバルセロナオリンピックへ出場したとの記述が見られるが、当時のオリンピックイギリス代表チームにはジェイソン・ステイサムの名前はなく噂が一人歩きしたものだと思われる。
1992年、ロンドンにあるクリスタル・パレス・ナショナル・スポーツ・センターで飛び込みの技術を学んでいる際にモデル事務所にスカウトされ、ファッションモデルに転向した。

### モデルとして
ヨーロッパの衣料品小売店"フレンチ・コネクション"の広告キャンペーンに出演することからモデルを始め、リーバイスのCMやトミー・ヒルフィガーとの仕事などを務めた。他にもロックバンド、シェイメンの楽曲『Comin' On』やイレイジャーの『Run to the Sun』ジャズ・ファンク、アシッド・ジャズバンド、インコグニートの『Everyday』などのミュージックビデオに出演した。
一方モデルとして働きながらも、父親の家業であったブラックマーケットでの商売を行なっており、偽物の宝石や香水を違法に売っていた。

### 俳優として
1998年に映画『ロック、ストック&トゥー・スモーキング・バレルズ』で俳優デビューを果たす。これは、当時モデル契約していたブランド“フレンチ・コネクション”がこの映画のスポンサーになった事がきっかけであった。さらに上記の違法販売を行なっていた際に、街で"本物のストリートな人間"を探していたキャスティング・プロデューサーの目についたことも影響している。

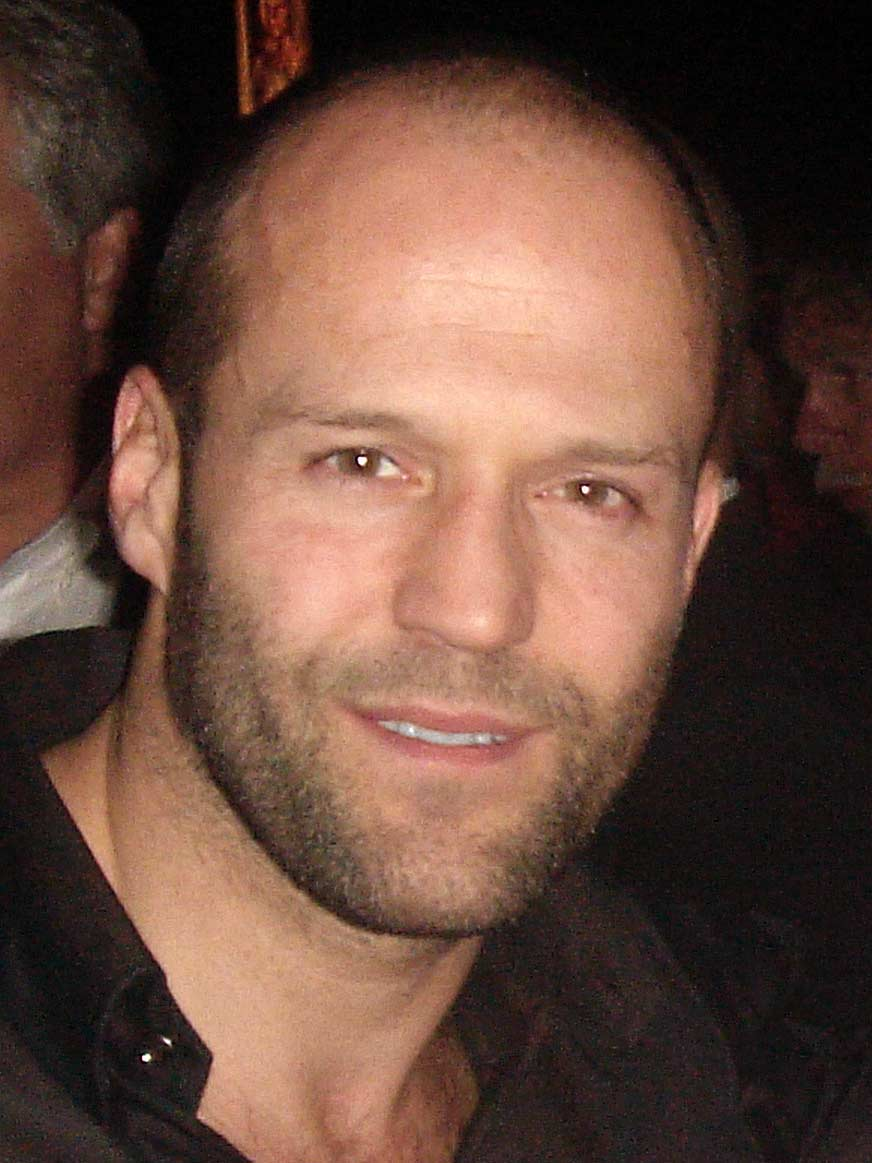
2007年

『ザ・ワン』でジェット・リーとの共演を機にアクション俳優としての幅を広げ、『トランスポーター』シリーズや『アドレナリン』などアクション俳優としての地位を確立した。そして2010年に公開された『エクスペンダブルズ』では、往年のアクション俳優シルベスター・スタローン演じる傭兵バーニー・ロスの相棒兼右腕のリー・クリスマス役に抜擢され、肉体派アクションだけでなく見事なナイフ捌きも披露し、これを好演した。大ヒットした第1作に続き、2012年公開の『エクスペンダブルズ2』においても引き続き同役で出演し、前作では顔見せ程度のカメオ出演だったアーノルド・シュワルツェネッガーやブルース・ウィリスらとも共演を果たしている 。また、2008年公開の『デス・レース』撮影前には海軍特殊部隊と共に週6日の肉体トレーニングを10週間に渡って行ったエピソードがある。
スタントマンなしで演じることが多く、2012年のインタビューではアクションシーンについて問われた際「俳優として、すべてのシーンに責任があると思っている。もちろんアクションシーンもね。だから、そこだけを他人に任せるというのは、ちょっと違う気がする。可能な限り自分で演じ、その緊迫感で表現できることが大事だと思うんだ」と述べている。

## 私生活
結婚歴は一度もなく、2004年からイギリスのモデルのケリー・ブルックと交際していたが、破局 。2010年4月から同じくイギリスのモデルで20歳下のロージー・ハンティントン＝ホワイトリーと交際している。 2017年6月24日、ハンティントン＝ホワイトリーとの間に第一子となる男児が誕生し、ジャック・オスカー・ステイサム（Jack Oscar Statham）と命名した。 2022年2月22日には、第二子となる娘が誕生し、イザベラ・ジェームズ・ステイサム（Isabella James Statham）と命名した。

## フィルモグラフィ
※役名の太字表記は主演。

### 映画
| 年   | 題名                                                                                | 役名                                             | 備考                                                                           | 吹き替え                                    |
| ---- | ----------------------------------------------------------------------------------- | ------------------------------------------------ | ------------------------------------------------------------------------------ | ------------------------------------------- |
| 1998 | ロック、ストック&トゥー・スモーキング・バレルズ Lock, Stock and Two Smoking Barrels | ベーコン                                         | デビュー作                                                                     | 山路和弘                                    |
| 2000 | スナッチ Snatch.                                                                    | ターキッシュ                                     |                                                                                | 山路和弘（ソフト版） 中井和哉（BD新録版）   |
| 2000 | Turn It Up                                                                          | ミスター・B                                      | N/A                                                                            |                                             |
| 2001 | ゴースト・オブ・マーズ Ghosts of Mars                                               | ジェリコ・バトラー                               | 内田直哉                                                                       |                                             |
| 2001 | ザ・ワン The One                                                                    | エバン・ファンチ                                 | 諸角憲一（ソフト版） 立木文彦（テレビ東京版）                                  |                                             |
| 2001 | ミーン・マシーン Mean Machine                                                       | モンク                                           | 丸山純路                                                                       |                                             |
| 2002 | トランスポーター The Transporter                                                    | フランク・マーティン                             | 山路和弘（ソフト版） 木下浩之（テレビ朝日旧録版） 井上和彦（テレビ朝日新録版） |                                             |
| 2003 | ミニミニ大作戦 The Italian Job                                                      | ハンサム・ロブ                                   | 内田直哉                                                                       |                                             |
| 2004 | コラテラル Collateral                                                               | 空港の男                                         | カメオ出演                                                                     | 古田信幸                                    |
| 2004 | セルラー Cellular                                                                   | イーサン・グリアー                               |                                                                                | 宝亀克寿（ソフト版） 谷口節（テレビ朝日版） |
| 2005 | トランスポーター2 Transporter 2                                                     | フランク・マーティン                             | 山路和弘（ソフト版） 井上和彦（テレビ朝日版）                                  |                                             |
| 2005 | リボルバー Revolver                                                                 | ジェイク・グリーン                               | 山路和弘                                                                       |                                             |
| 2005 | エクスタシー London                                                                 | ベイトマン                                       | 山野井仁                                                                       |                                             |
| 2005 | カオス Chaos                                                                        | クエンティン・コナーズ                           | 田中正彦                                                                       |                                             |
| 2006 | ピンクパンサー The Pink Panther                                                     | イブ・グリュアム                                 | カメオ出演                                                                     | （台詞なし）                                |
| 2006 | アドレナリン Crank                                                                  | シェブ・チェリオス                               |                                                                                | 山路和弘                                    |
| 2007 | ローグ アサシン War                                                                 | ジョン・クロフォード                             | 立木文彦                                                                       |                                             |
| 2008 | バンク・ジョブ The Bank Job                                                         | テリー・レザー                                   | 山路和弘                                                                       |                                             |
| 2008 | デス・リベンジ In the Name of the King: A Dungeon Siege Tale                        | 農民（ファーマー）                               | ビデオスルー                                                                   | 東地宏樹                                    |
| 2008 | デス・レース Death Race                                                             | ジェンセン・エイムズ                             |                                                                                | 山路和弘                                    |
| 2008 | トランスポーター3 アンリミテッド Transporter 3                                      | フランク・マーティン                             | 山路和弘（ソフト版） 井上和彦（テレビ朝日版）                                  |                                             |
| 2009 | アドレナリン:ハイ・ボルテージ Crank: High Voltage                                   | シェブ・チェリオス                               | 山路和弘                                                                       |                                             |
| 2010 | エクスペンダブルズ The Expendables                                                  | リー・クリスマス                                 | 山路和弘                                                                       |                                             |
| 2011 | ノミオとジュリエット Gnomeo and Juliet                                              | タイボールト                                     | 日本未公開 声の出演                                                            | N/A                                         |
| 2011 | ロシアン・ルーレット 13                                                             | ジャスパー・バッジェス                           |                                                                                | 山路和弘                                    |
| 2011 | メカニック The Mechanic                                                             | アーサー・ビショップ                             |                                                                                | 山路和弘                                    |
| 2011 | ブリッツ Blitz                                                                      | トム・ブラント                                   |                                                                                | 山路和弘                                    |
| 2012 | キラー・エリート Killer Elite                                                       | ダニー・ブライス                                 |                                                                                | 山路和弘                                    |
| 2012 | SAFE/セイフ Safe                                                                    | ルーク・ライト                                   |                                                                                | 山路和弘                                    |
| 2012 | エクスペンダブルズ2 The Expendables 2                                               | リー・クリスマス                                 |                                                                                | 山路和弘                                    |
| 2013 | PARKER/パーカー Parker                                                              | パーカー                                         |                                                                                | 山路和弘                                    |
| 2013 | ワイルド・スピード EURO MISSION Fast & Furious 6                                    | デッカード・ショウ                               | カメオ出演                                                                     | 山路和弘                                    |
| 2014 | ハミングバード Hummingbird                                                          | ジョゼフ・スミス / ジョーイ・ジョーンズ          |                                                                                | 山路和弘                                    |
| 2014 | バトルフロント Homefront                                                            | フィル・ブローカー                               |                                                                                | 山路和弘                                    |
| 2014 | エクスペンダブルズ3 ワールドミッション The Expendables 3                            | リー・クリスマス                                 |                                                                                | 山路和弘                                    |
| 2015 | ワイルドカード Wild Card                                                            | ニック・ワイルド                                 |                                                                                | 山路和弘                                    |
| 2015 | ワイルド・スピード SKY MISSION Fast & Furious 7                                     | デッカード・ショウ                               |                                                                                | 山路和弘                                    |
| 2015 | SPY/スパイ Spy                                                                      | リック・フォード                                 | 日本劇場未公開                                                                 | 山路和弘                                    |
| 2016 | メカニック:ワールドミッション Mechanic: Resurrection                                | アーサー・ビショップ                             |                                                                                | 山路和弘                                    |
| 2017 | ワイルド・スピード ICE BREAK The Fate of the Furious                                | デッカード・ショウ                               |                                                                                | 山路和弘                                    |
| 2018 | MEG ザ・モンスター The Meg                                                          | ジョナス・テイラー                               |                                                                                | 山路和弘                                    |
| 2019 | ワイルド・スピード/スーパーコンボ Fast & Furious Presents: Hobbs & Shaw             | デッカード・ショウ                               | 兼製作                                                                         | 山路和弘                                    |
| 2021 | キャッシュトラック Wrath of Man                                                     | パトリック・“H”・ヒル / メイソン・ハーグリーヴズ |                                                                                | 山路和弘                                    |
| 2021 | ワイルド・スピード/ジェットブレイク Fast & Furious 9                                | デッカード・ショウ                               | カメオ出演                                                                     | 山路和弘                                    |
| 2023 | オペレーション・フォーチュン Operation Fortune: Ruse de guerre                      | オーソン・フォーチュン                           | 兼製作                                                                         | 山路和弘                                    |
| 2023 | ワイルド・スピード/ファイヤーブースト Fast X                                        | デッカード・ショウ                               |                                                                                | 山路和弘                                    |
| 2023 | MEG ザ・モンスターズ2 Meg 2: The Trench                                             | ジョナス・テイラー                               | 兼製作総指揮                                                                   | 山路和弘                                    |
| 2023 | エクスペンダブルズ ニューブラッド Expend4bles                                       | リー・クリスマス                                 | 兼製作                                                                         | 山路和弘                                    |
| 2024 | ビーキーパー The Beekeeper                                                          | アダム・クレイ                                   | 兼製作                                                                         | 山路和弘                                    |
| 2026 | ワーキングマン A Working Man                                                        | レヴォン・ケイド                                 | 兼製作・脚本                                                                   | TBA                                         |
| 2026 | Mutiny                                                                              | コール・リード                                   | 兼製作                                                                         | TBA                                         |
| 2027 | Fast Ⅺ                                                                              | デッカード・ショウ                               |                                                                                | TBA                                         |
| TBA  | Baltasar Kormákur's Movie                                                           | メイソン                                         |                                                                                | TBA                                         |
| TBA  | The Beekeeper 2                                                                     | アダム・クレイ                                   |                                                                                | TBA                                         |

### ミュージックビデオ
| 年   | タイトル                   | アーティスト名             | 備考           |
| ---- | -------------------------- | -------------------------- | -------------- |
| 1993 | Comin'On                   | シェイメン                 | バックダンサー |
| 1994 | Run to the Sun             | イレイジャー               | バックダンサー |
| 1995 | Dream a Little Dream of Me | ザ・ビューティフル・サウス |                |
| 2014 | Summer                     | カルヴィン・ハリス         |                |

### CM
| 年   | 商品名                             | 企業名          | 備考             |
| ---- | ---------------------------------- | --------------- | ---------------- |
| 2025 | World of Tanks "ホリデー作戦 2025" | Wargaming.net社 | アンバサダー就任 |

## ゲーム
| 年   | タイトル                            | キャラクター名         | ジャンル  | 備考                          |
| ---- | ----------------------------------- | ---------------------- | --------- | ----------------------------- |
| 2002 | Red Faction 2                       | Mandril Shrike         | FPSゲーム | 声の出演                      |
| 2003 | コール オブ デューティ Call of Duty | ウォーターズ           | FPSゲーム | 声の出演                      |
| 2015 | Sniper X with Jason Statham         | ジェイソン・ステイサム | FPSゲーム | 声の出演 モーションキャプチャ |

## 日本語吹き替え

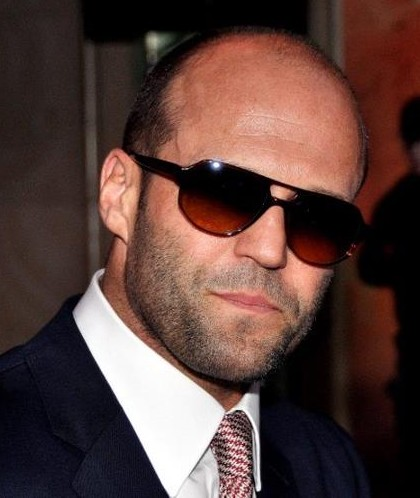
2012年

ステイサムのデビュー作である『ロック、ストック&トゥー・スモーキング・バレルズ』以降、ほぼ全ての作品を山路和弘が担当し、専属（フィックス）となっている。
山路とステイサムの地声は非常に似ており 、山路自身もステイサムの吹き替えをするにいたっては、「特に何も考えなくてもステイサムの吹き替えはやりやすい」とコメントしている。他にもステイサムについて山路は、自身のブログにて「あの役者はいいねぇ。無駄な芝居をしない。獣のような動きと身体」と述べるほど非常に気に入っている。 山路自身、数多くの俳優の声を担当しているが、「ステイサムが一番自分に近い声ですし、作ることなく、感情の動きにあわせて自然に演じることができる俳優なんです」とインタビューで語っている。 なお、山路は一番好きなステイサムの映画として、『アドレナリン』を挙げている。
現在ではアニメでステイサムを意識したキャラクターにも山路が起用されることもあるほか、 最新作のキャスト発表時には山路がコメント内でステイサムをテーマにしたインターネット・ミームについても触れるなど、更にステイサムとの関わりが深くなっており、 その後は、山路自身もステイサムに対して「大好きな俳優さんなので、毎回のように吹替を任せていただけることをうれしく思っています」「長らく演じさせてもらえて本当に良かったです」と語るなど愛着を示しており、ステイサムの魅力については「こどもみたいな笑顔が好き」と語っている（詳細は山路和弘#ジェイソン・ステイサムを参照）。
山路のほか、過去に井上和彦、内田直哉、立木文彦なども複数回、声を当てたことがあった。

## 受賞とノミネート
| 年   | 候補                                        | 賞名                   | 部門               | 結果       |
| ---- | ------------------------------------------- | ---------------------- | ------------------ | ---------- |
| 2015 | 『SPY/スパイ』 Spy                          | 放送映画批評家協会賞   | コメディ映画男優賞 | ノミネート |
| 2023 | 『MEG ザ・モンスターズ2』 Meg 2: The Trench | ゴールデンラズベリー賞 | 最低主演男優賞     | ノミネート |